# Heikki Sammallahti
Heikki Albert Sammallahti (født 20. januar 1886 i Pyhäjärvi, død 17. oktober 1954 i Kokkola) var en finsk gymnast, som deltog i OL 1912 i Stockholm.
Sammallahti var en del af det finske hold, der stillede op i frit system ved OL 1912. Holdet bestod af tyve gymnaster, og i en tæt konkurrence vandt Norge med 22,85 point, mens Sammallahti og Finland blev nummer to med 21,85 og Danmark nummer tre med 21,25 point.